# Neomicina
La neomicina (en anglès:Neomycin) és un antibiòtic aminoglicòsid que es troba en molts medicament d'ús tòpic com cremes, ungüents i gotes pels ulls. Es va descobrir l'any 1949 en el laboratori de Selman Waksman, el qual més tard va rebre el Premi Nobel en fisiologia i medicina el 1951. La neomicina pertany a la classe dels antibiòtics aminoglicòsids que contenen dos o més aminosucres connectats a enllaços glicòsids. Els aminoglicòsids tenne un gran potencial antibacterià.